# Provincia Almatî
Almatî este o provincie a Kazahstanului. Ea se întinde pe suprafața de 224.000 km², are o populație de 1,603,700 locuitori cu o densitate de 7,2 loc./km². Kazahii alcătuiesc 68% din populație.
Provincia este situată în sud-estul țării, ea se învecinează cu Kârgâzstanul la sud si sud-vest, și cu China (Xianjiang) la est, și cu provinciile kazahe Karagandy (nord-vest), Zhambyl (est) și cu Kazahstanul de est (nord). Aceasta este una din cele 3 provincii care sunt invecinate cu lacul Balhaș (nord-vest). În Almatî sunt situate numeroase lacuri: Bartogai, Kapshagay, Kaindy, Kolsai, Issyk, Alakol, Sasykkol, Zhasylkol.